# Couvains
Couvains é uma comuna francesa na região administrativa da Normandia, no departamento Mancha. Estende-se por uma área de 15,21 km². Em 2010 a comuna tinha 529 habitantes (densidade: 34,8 hab./km²).